# ماتییوو
ماتییوو (به چکی: Matějov) یک منطقهٔ مسکونی در جمهوری چک است که در ناحیه ژدار ناد سازاووو واقع شده‌است. ماتییوو ۹٫۸۲ کیلومتر مربع مساحت و ۲۰۱ نفر جمعیت دارد و ۵۹۰ متر بالاتر از سطح دریا واقع شده‌است.